# Meu Pedacinho de Chão
Meu Pedacinho de Chão (en español: Mi pedacito de tierra) es una telenovela brasileña producida por TV Globo que se estrenó el 7 de abril de 2014, sustituyendo a la novela Preciosa perla. 
Fue escrita por Benedito Ruy Barbosa, Edilene Barbosa y Marcos Barbosa De Bernardo, dirigida por Henrique Sauer y Pedro Freire, con la dirección general de Luiz Fernando Carvalho y Carlos Araújo sobre núcleo de Luiz Fernando Carvalho.
Bruna Linzmeyer, Irandhir Santos, Johnny Massaro, Osmar Prado, Antônio Fagundes, Rodrigo Lombardi, Juliana Paes, Stênio Garcia y Emiliano Queiroz interpretan los papeles principales.

## Sinopsis
La trama cuenta la historia de la profesora Juliana (Bruna Linzmeyer) que llega a la localidad de Villa Santa Fe para enseñar a los niños, y se enfrenta a un pueblo humilde, pero acorralado con los excesos del coronel Epaminondas (Osmar Prado), un hombre arrogante que resuelve todo gritando y con las armas, y dicta las normas de la región. La maestra es cortejada por Fernando (Johnny Massaro), hijo del coronel, un playboy de mal carácter que ha regresado de la capital, donde desperdició todo el dinero que su padre le mandaba para estudiar. Al mismo tiempo, Juliana conoce el amor altruista de los peones Zelão (Irandhir Santos), siempre listo para proteger a la maestra del acoso de Fernando.
En medio de la guerra que se forma en la aldea, los niños Pituca (Geytsa García), Serelepe (Thomas Sampaio) y Tuim (Kaue Ribeiro de Souza) viven sus aventuras en un mundo aparte, lejos de las preocupaciones y los intereses de los adultos. La chica Pituca Liliane, es la hija menor del coronel Epaminondas, y Serelepe y Tuim son chicos que se agregan en la villa, por lo que el coronel no ven con buenos ojos la amistad pura entre su hija y los dos muchachos.

## Elenco
| Actor            | Personaje                                  |
| ---------------- | ------------------------------------------ |
| Bruna Linzmeyer  | Professora Juliana                         |
| Irandhir Santos  | Zelão                                      |
| Johnny Massaro   | Ferdinando                                 |
| Osmar Prado      | Coronel Epaminondas Napoleão (Coronel Epa) |
| Rodrigo Lombardi | Pedro Galvão                               |
| Antônio Fagundes | Giácomo                                    |
| Bruno Fagundes   | Dr. Renato                                 |
| Juliana Paes     | Madame Catarina Napoleão                   |
| Stênio Garcia    | Delegado                                   |
| Emiliano Queiroz | Padre Santo                                |
| Cíntia Dicker    | Milita                                     |
| Geytsa Garcia    | Pituca Napoleão                            |
| Tomás Sampaio    | Serelepe                                   |
| Ricardo Blat     | Prefeito das Antas                         |
| Gabriel Sater    | Viramundo                                  |
| Inês Peixoto     | Dona Tiê                                   |
| Flávio Bauraqui  | Rodapé                                     |
| Kauê Ribeiro     | Tuim                                       |
| Letícia Almeida  | Rosa (Rosinha)                             |
| Dani Ornellas    | Amância                                    |
| Paula Barbosa    | Gina                                       |
| Teuda Bara       | Mãe Benta                                  |
| Rodrigo Sater    | Janjão                                     |
| Raul Barretto    | Izidoro                                    |
| Evandro Melo     | Secretário do Prefeito                     |
| Alice Coelho     | Lurdes                                     |
| Alex Brasil      | Jonas                                      |
| Fernando Sampaio | Marimbondo                                 |
| Janaína Prado    | Costureira                                 |

## Emisión
| Transmisiones     | Transmisiones         | Transmisiones | Transmisiones      | Transmisiones        | Transmisiones   | Transmisiones |
| País              | Título                | Cadena(s)     | Primera Emisión    | Última Emisión       | Horario Semanal | Hora          |
| ----------------- | --------------------- | ------------- | ------------------ | -------------------- | --------------- | ------------- |
| Bandera de Brasil | Meu Pedacinho de Chão | Rede Globo    | 7 de abril de 2014 | 1° de agosto de 2014 | Lunes a Sábados | 18:15         |